# Convent de la Magdalena de Massamagrell
El convent de la Magdalena, o convent de Caputxins de la Magdalena, o església parroquial de la Mare de Déu del Roser a Massamagrell. És un Bé de Rellevància Local amb número de codi 46.13.164-001. L'any 1665 el pintor Jeroni Jacint Espinosa va pintar el seu quadre més important per als Caputxins, l'última comunió de la Magdalena, obra que es troba al Museu de Belles Arts de Valencia.
El convent va ser fundat pel patriarca Sant Joan de Ribera. En la construcció es pot distinguir: l'antiga Ermita de la Magdalena, l'església, el bloc del primitiu convent, la zona de les classes de l'antic seminari i la zona de més recent creació.
L'Ermita data del segle xv, a partir de la qual s'alçà el posterior conjunt conventual.
L'església té una façana, la qual està presidida per la imatge de la Magdalena penitent. La façana està rematada amb un frontó triangular coronat amb una creu.
En la paret frontal del presbiteri hi ha una còpia del llenç de l'última comunió de Santa Maria Magdalena, original d'Espinosa que es conserva hui al Museu de Belles Arts de Valencia.
La decoració de l'església és escassa i sencilla.
El claustre de la cisterna és de la segona meitat del segle xviii, és un quadrat irregular amb una galeria al voltant coberta amb volta d'aresta.
Al pati central se situa la cisterna, on hi ha una imatge de la Immaculada en fang cuit, posterior a 1939. Al voltant de la cisterna es desenvolupen tres plantes amb teulada a dues aigües de teula moruna.
A la planta baixa se situa el Refectori, de planta rectangular que conserva rajoles hidrauliques de 1911.
El cementeri data de 1883, és reduït, alberga una sencilla capella al seu interior.